# ナロードナヤ山
ナロードナヤ山（ナロードナヤさん、ロシア語: Гора Народная, 英語: Mount Narodnaya, コミ語: Народа-Из,「人民の山」の意味）は、ロシアにある山で、標高は1894 m。ウラル山脈の最高峰である。チュメニ州にあり、コミ共和国との境界の0.5 km東にある。原生代からカンブリア紀の、珪岩と変成した粘板岩からなる。この山はいくつかの氷河を頂く。山麓にある谷にはカラマツやカバノキの疎林がある。斜面は高地性のツンドラに覆われている。

## クレムリンの赤い星
クレムリンにあるトロイツカヤ塔、ホロヴィツカヤ塔、ヴォドヴズヴォドナヤ塔、スパスカヤ塔、ニコリスカヤ塔の先端には、同山脈から採掘されたルビーで作られた直径3メートルになる赤い星がある。